# Бельмачовка
Бельмачовка (укр. Більмачівка) — село,
Бельмачовский сельский совет,
Ичнянский район,
Черниговская область,
Украина.
Код КОАТУУ — 7421781001. Население по переписи 2001 года составляло 715 человек .
Является административным центром Бельмачовского сельского совета, в который
не входят другие населённые пункты.

## Географическое положение
Село Бельмачовка находится на левом берегу реки Остёр,
выше по течению на расстоянии в 1 км расположено село Мартыновка,
ниже по течению на расстоянии в 5,5 км расположено село Ивангород,
на противоположном берегу — село Фастовцы (Бахмачский район).
Русло реки заболочено, вокруг проведено несколько ирригационных каналов.
Рядом проходит железная дорога, станция Бильмачевка.

## История
- 1600 год — дата основания.
- В селе была церковь Николая Чудотворца.[2][3][4][5]
- Есть на карте 1812 года.[6]
- В 1859 году в козачем селе Бельмачовка было церковь и 171 двор где проживало 973 человека (482 мужского и 491 женского пола).[7]

## Экономика
- «Бильмачивка», агрофирма, ООО.

## Объекты социальной сферы
- Школа.

## Известные уроженцы и жители
- Овсейко, Николай Сергеевич — украинский художник.